# Wydział Technologii Drewna Uniwersytetu Przyrodniczego w Poznaniu
Wydział Technologii Drewna Uniwersytetu Przyrodniczego w Poznaniu – jeden z ośmiu wydziałów Uniwersytetu Przyrodniczego w Poznaniu. Jego siedziba znajduje się przy ul. Wojska Polskiego 28  w Poznaniu. Powstał w 1954 roku. Jest to jeden z dwóch tego typu wydziałów w Polsce.

## Struktura
- Instytut Chemicznej Technologii Drewna
- Katedra Chemii
- Katedra Meblarstwa
- Katedra Mechaniki i Techniki Cieplnej
- Katedra Nauki o Drewnie
- Katedra Obrabiarek i Podstaw Konstrukcji Maszyn
- Katedra Tworzyw Drzewnych

## Kierunki studiów
- Technologia drewna (specjalności: mechaniczna technologia drewna, chemiczna technologia drewna, meblarstwo, ochrona i modyfikacja drewna), również studia dualne; kierunek studiów posiada wyróżniającą ocenę Polskiej Komisji Akredytacyjnej
- Projektowanie mebli
- Inżynieria biotworzyw
- Wood science (studia anglojęzyczne)

## Władze
- Dziekan: prof. UPP dr hab. inż. Andrzej Krauss
- Prodziekan ds. Studiów: prof. UPP dr hab. inż. Edward Roszyk
- Prodziekan ds. Nauki i Współpracy z Zagranicą: prof. dr hab. inż. Wiesław Olek